# Tommaso Felloni
Tommaso Felloni detto Biggéri (Siena, 20 dicembre 1768 – Siena, 14 giugno 1810) è stato un fantino italiano.
Da alcune fonti viene erroneamente indicato con il nome Luigi, ma i documenti relativi ad un processo datato 1791 hanno permesso di fugare ogni dubbio relativo alla sua identità.
Biggéri è uno dei fantini più vittoriosi della storia del Palio di Siena, grazie alle sue dieci vittorie in trentaquattro presenze in Piazza.
È l'unico fantino ad aver vinto tre Palii nello stesso anno: nel 1809 vinse nella Torre, nel Leocorno e nella Lupa.
Curiosamente il 2 luglio 1796 dette la cuffia alla Lupa vincendo per l'Aquila, poi la tolse alla stessa Contrada di Vallerozzi vincendo il 16 agosto 1809.

## Biografia
Tommaso Felloni detto Biggéri esordì vittorioso il 2 luglio 1783, quando solamente quattordicenne trionfò nella Torre. Fu introdotto nell'ambito paliesco dal padre Sebastiano, anch'egli soprannominato Biggéri, noto cavallaio (e probabilmente fantino) all'epoca legato da rapporti di amicizia con molti fantini, tra i quali il famoso Luigi Sucini detto Nacche.
Biggéri è da ricordare, oltre che per i dieci successi complessivi, anche per i tre nel corso dello stesso anno: il 1809. Proprio questi furono gli ultimi della sua carriera, poiché il 14 giugno 1810 morì per una colica fulminante, mentre si trovava in casa del barbiere Giulio Landi. La morte sopraggiunse appena due settimane prima dell'assegnazione dei cavalli, proprio quando la sua fama di fantino vincente aveva raggiunto il culmine. Dal suo necrologio risultava abitare nel «Popolo di Valdipugna nelle Masse Comune di Siena, secondo Cantone», era sposato ed esercitava come attività principale quella di mugnaio.
Nel corso del 1791 venne imputato in processo per aver percosso un "mezzajolo" a seguito di una lite scoppiata per un sorpasso azzardato con un carro di buoi nei pressi di Costafabbri.
Il suo carattere bellicoso lo rese protagonista di alcuni scontri particolarmente animosi con altri fantini: nel luglio 1787 fece perdere il Palio a Dorino, sicuro vincitore alla vigilia, trattenendolo per quasi tre giri. Nell'agosto 1788 si scontrò a colpi di nerbate con Marcaccio per tutto il tempo della corsa, continuando anche nell'immediato dopo Palio, tanto che i due fantini furono tradotti in carcere e poi trattenuti per una notte. Invece nel luglio 1800 fu il Gobbo Chiarini a vendicare Dorino e Marcaccio tenendolo col nerbo per tutta la corsa.

## Presenze al Palio di Siena
Le vittorie sono evidenziate ed indicate in neretto.
| Palio            | Contrada     | Cavallo                  | Note |
| ---------------- | ------------ | ------------------------ | ---- |
| 2 luglio 1783    | Torre        | Grigio di B. Cortecci    |      |
| 18 agosto 1783   | Nicchio      | Sauro di G. Nardi        |      |
| 2 luglio 1784    | Oca          | Grigio di B. Cortecci    |      |
| 16 agosto 1784   | Selva        | Baio di B. Cini          |      |
| 2 luglio 1785    | Torre        | Grigio di A. Grassellini |      |
| 17 agosto 1785   | Chiocciola   | Baio di A. Bizzarri      |      |
| 2 luglio 1786    | Civetta      | Grigio di A. Grassellini |      |
| 16 agosto 1786   | Oca          | Morello di G. Borselli   |      |
| 2 luglio 1787    | Civetta      | Morello di I. Bianchini  |      |
| 16 agosto 1787   | Leocorno     | Morello di I. Bianchini  |      |
| 2 luglio 1788    | Chiocciola   | Baio di S. Fanini        |      |
| 18 agosto 1788   | Torre        | Morello di L. Dei        |      |
| 2 luglio 1789    | Aquila       | Baio di D. Fiaschi       |      |
| 18 agosto 1789   | Torre        | Baio di G. Casini        |      |
| 2 luglio 1795    | Valdimontone | Baio di M. di Grazia     |      |
| 17 agosto 1795   | Torre        | Morello di G. Baldini    |      |
| 2 luglio 1796    | Aquila       | Morello di G. Baldini    |      |
| 16 agosto 1796   | Torre        | Morello di S. Ceccarelli |      |
| 2 luglio 1797    | Lupa         | Grigio di L. Pianigiani  |      |
| 16 agosto 1797   | Onda         | Morello di S. Ceccarelli |      |
| 3 luglio 1800    | Tartuca      | Baio di G. Brecchi       |      |
| 17 agosto 1800   | Lupa         | Baio di G. Gigli         |      |
| 2 luglio 1802    | Tartuca      | Grigio di G. Valacchi    |      |
| 16 agosto 1802   | Chiocciola   | Grigio di D. Pasquini    |      |
| 8 settembre 1803 | Istrice      | Morello di A. Morichelli |      |
| 2 luglio 1804    | Tartuca      | Baio di D. Pasquini      |      |
| 20 agosto 1804   | Drago        | Roano di D. Martini      |      |
| 3 luglio 1807    | Aquila       | Morello di L. Gori       |      |
| 16 agosto 1807   | Leocorno     | Morello di P. Ricci      |      |
| 2 luglio 1808    | Valdimontone | Morello di B. Fontani    |      |
| 16 agosto 1808   | Oca          | Morello di B. Fontani    |      |
| 14 maggio 1809   | Torre        | Baio di G. Manetti       |      |
| 2 luglio 1809    | Leocorno     | Baio di G. Manetti       |      |
| 16 agosto 1809   | Lupa         | Morello di D. Pianigiani |      |